# Cadaver (jeu vidéo)
Pour les articles homonymes, voir Cadaver.
Cadaver est un jeu vidéo d'aventure développé par Bitmap Brothers et édité par Image Works sur Amiga et Atari ST en 1990. Le jeu est sorti sur Archimedes et DOS en 1991. Une extension du jeu, intitulée Cadaver: The Payoff a été commercialisée en 1991.

## Système de jeu
Le joueur incarne le nain Karadoc, voleur émérite, charger d'infiltrer le château Wulf. L'aventure se compose d'une succession d'énigmes.
L'aire de jeu est représentée en perspective isométrique.

## Cadaver: The Payoff
Éditée par Renegade Software en 1991, cette extension ajoute quatre nouveaux niveaux. Karadoc triomphant retourne à la taverne pour se faire payer mais les habitants de la ville ont cédé leur place à des monstres

## Équipe de développement
- Programmation : Mike Montgomery
- Level Design : Phil Wilcock
- Graphisme (architecture et créature) : Daniel Malone
- Graphisme (titre et objet) : Robin Chapman
- Musique et effets sonores : Richard Joseph
- Production et concept: Mike Montgomery, Steve Kelly, Eric Matthews

## Accueil
- Revue de presse

Cadaver

Joystick 92%
Cadaver: The Payoff

Gen 4 d'or 93%
- Sites web

jeuxvideo.com : 18/20
Gamekult : 7/10
- Récompense

4 d'or Fnac Génération 4 1990 du « jeu d'aventure étranger »

## À noter
Cadaver a été réédité dans les collections The Bitmap Brothers Volume 1 et Bitmap Brothers.